# Court Tomb von Farnogue

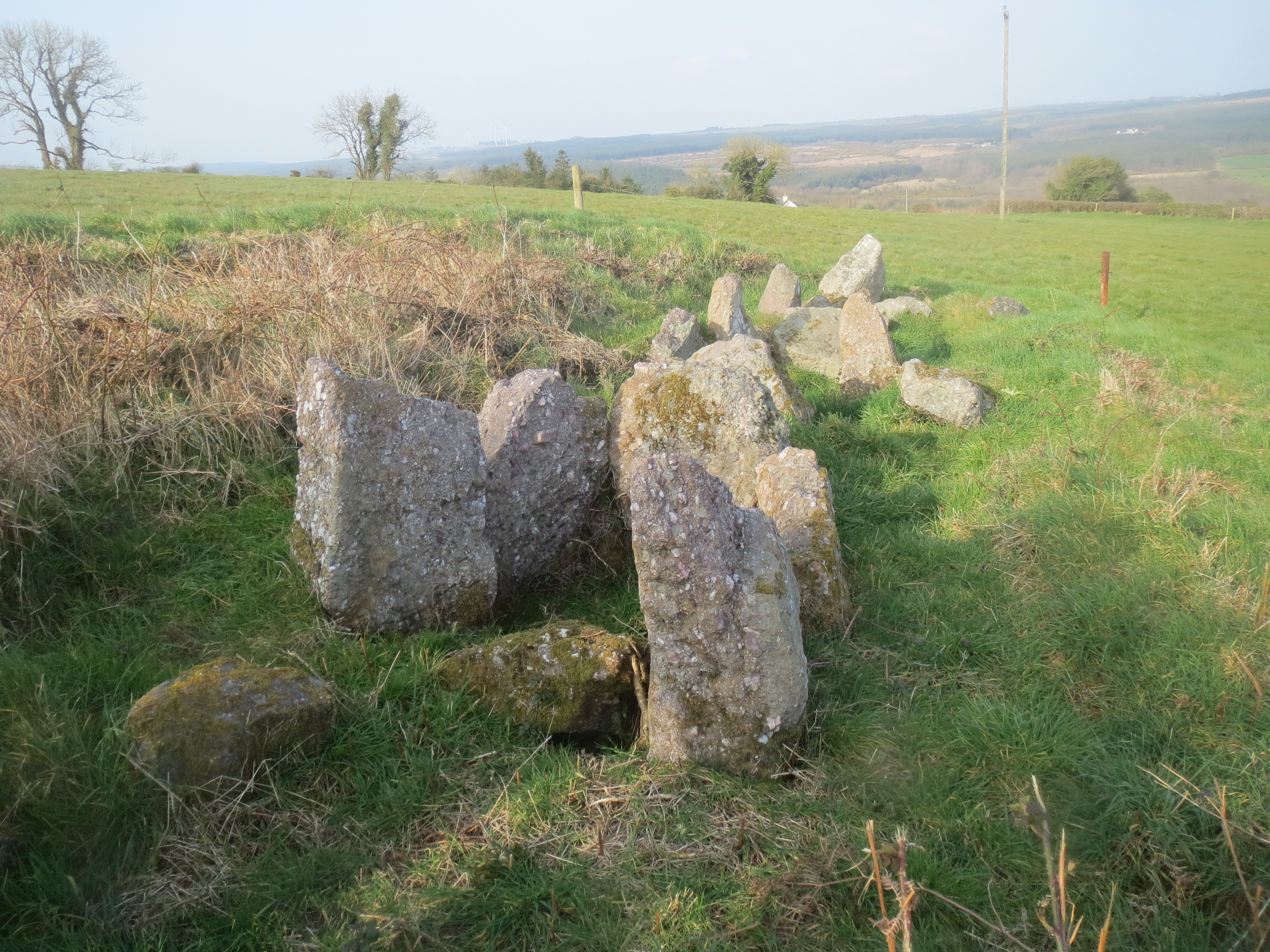
Blick nach Norden

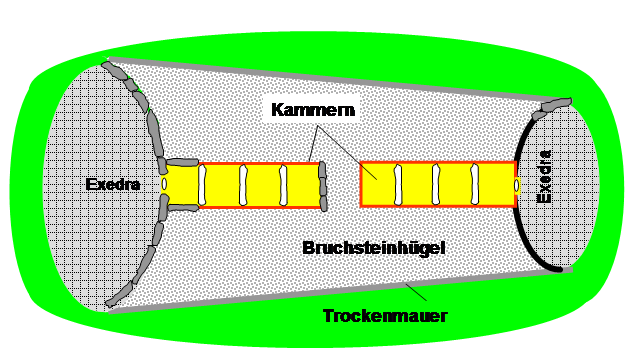
Schema Dual-Court Cairn

Das Court Tomb von Farnogue, am Osthang des Tory Hill (irisch Sliabh gCruinn) im Townland Farnoge (An Fhearnóg) bei Rathlikeen, ist das einzige Court Tomb im County Kilkenny und eines der südlichsten in Irland.
Der Nordost-Südwest orientierte Dual-Court Cairn besteht aus einigen Randsteinen des gut erhaltenen, nach Osten abfallenden, trapezoiden Cairns, drei durch Schwellensteine getrennten Kammern und einem Stein der Exedra. Die Decksteine der Kammern sind nicht erhalten und der Hof (englisch court) ist in eine Feldgrenze eingegliedert. Die Galerien liegen Rücken an Rücken. Die südliche ist etwa 7,0 m, die Mittelkammer etwa 3,0 m und die Nordkammer etwa 4,0 m lang. Die Kammern liegen etwa einen Meter unter dem heutigen Bodenniveau.